# Mohammad Al-Dmeiri
Mohammad Abdul-Samee' Al-Dmeiri (30 de agosto de 1987) é um futebolista profissional jordaniano que atua como defensor.

## Carreira
Mohammad Al-Dmeiri representou a Seleção Jordaniana de Futebol na Copa da Ásia de 2015 e 2011.